# アラフェス2020 at 国立競技場
『アラフェス2020 at 国立競技場』（アラフェスニーゼロニーゼロ アット ナショナルスタジアム）は、日本の男性アイドルグループ・嵐のライブ・ビデオ。2021年7月28日にJ Stormから発売された。

## 概要
嵐のデビュー日である2020年11月3日に配信されたコンサート「ARASHI アラフェス 2020 at NATIONAL STADIUM」を映像化。
通常盤DVD/Blu-ray（以下BD）、通常盤初回プレス仕様DVD/BDの4種類で発売。通常盤初回プレス仕様は、特殊パッケージ仕様（三方背＆デジパック仕様）となっており、72P LIVEフォトブックレットが封入されている。通常盤は、リーフレットが封入されている。
2021年5月27日よりYouTubeにて「カイト」、同年6月27日より「Love Situation」の歌唱映像が公開された。
7月16日より今作の発売を記念して、カップリング・ベスト『ウラ嵐BEST』が配信された。

## チャート成績
フラゲ日にDVD：17.1万枚、BD：26.8万枚、合計：43.9万枚を売り上げ、2021年7月27日オリコンデイリーDVDランキング、BDランキングで共に初登場1位を獲得。
初週にDVD：27万6309枚、BD：39万8474枚、合計：67万4783枚を売り上げ、8月9日付オリコン週間DVDランキング、BDランキング、ミュージックDVD・BDランキングすべてで初登場1位を獲得。DVDランキング、BDランキング、ミュージックDVD・BDランキングの「映像3部門同時1位獲得作品数」は『ARASHI アラフェス'13 NATIONAL STADIUM 2013』から11作連続通算11作目となり、連続・通算ともに関ジャニ∞が持つ10作を超え、歴代1位タイから歴代単独1位となった。
2週目にDVD：1.8万枚、BD：1.9万枚、合計：3.7万枚を売り上げ、8月16日付オリコン週間DVDランキング、ミュージックDVD・BDランキングで共に2週連続1位を獲得。この時点での累積売上枚数は71.2万枚となった。
9月27日付オリコン週間DVDランキング、ミュージックDVD・BDランキングで共に約1か月ぶり通算3週目の1位を獲得。この時点での累積売上枚数は76.1万枚となった。
期間内（2020年12月28日付から2021年12月20日付）にDVD：33.5万枚、BD：44.0万枚、合計：77.5万枚を売り上げ、『オリコン年間ランキング2021 作品別売上数部門』のミュージックDVD・BDランキングで1位を獲得した。一昨年の『5×20 All the BEST!! CLIPS 1999-2019』、昨年の『ARASHI Anniversary Tour 5×20』に続き3年連続通算6度目の1位獲得となり、自身が保持する歴代1位記録の「年間ミュージックDVD・BDランキング通算1位獲得数」を自己更新した。また、同ランキングがスタートした2014年度から8年連続で期間内売上50万枚超えを達成したのは自身のみ。

## 収録内容

### Disc1（PART1）
1. Overture
2. Love so sweet
3. 五里霧中
4. 言葉より大切なもの
5. PIKA★★NCHI DOUBLE
6. Love Situation
7. Summer Splash!
8. ファイトソング
9. Shake it ! - 松本潤
10. 虹 - 二宮和也
11. Rain - 大野智
12. One Love : Reborn
13. Still...
14. 僕が僕のすべて
15. ユメニカケル
16. T.A.B.O.O - 櫻井翔
17. Disco Star - 相葉雅紀
18. 希望の証 - 大宮SK（大野智・二宮和也）
  - 曲が流れる前のナレーションは東山紀之が担当した[17]。
19. Count on me
20. 時計じかけのアンブレラ
21. P・A・R・A・D・O・X
22. Lucky Man
23. エナジーソング～絶好調超!!!!～
24. 5×10

### Disc2（PART2）
1. Overture
2. 5×20
3. Happiness
4. CARNIVAL NIGHT part2
  - 「FESTIVAL NIGHT」として披露された。
5. BRAVE
6. 君のうた
7. 素晴らしき世界
8. Sugar
9. a Day in Our Life : Reborn
10. IN THE SUMMER
11. Whenever You Call
12. Monster
13. season
14. truth
15. カイト
16. A・RA・SHI
17. 感謝カンゲキ雨嵐
18. Turning Up
19. カンパイ・ソング
  - 配信時はファンクラブ会員のみ配信された。

## コンサート
「ARASHI アラフェス 2020 at NATIONAL STADIUM」（アラシ アラフェス ニーゼロニーゼロ アット ナショナル スタジアム）は、2020年11月3日に配信された嵐のコンサート。
2013年開催「ARASHI アラフェス'13 NATIONAL STADIUM 2013」以来7年ぶりの国立競技場での単独コンサートで、改修工事後では初。前回同様、感謝の意味を込めてファンからの投票をもとにセットリストが組まれた。
当初は2020年5月15日・16日に観客を動員して開催予定だったが、新型コロナウイルスの感染拡大を受けて、4月14日に延期が発表された。その後観客を入れての開催を目指したものの、ファンやスタッフの安全を確保するため、無観客での配信公演として開催すると9月15日に発表、Johnny's netオンラインにて有料配信されることが決定した。
ファンクラブ会員のみが視聴可能な「PART1」（16時30分から18時）、ファンクラブ会員以外も視聴可能な「PART2」（19時30分から21時）の二部構成で、セットリストはPART1とPART2で異なる。なお、生配信ではなく、事前収録されたライブ映像での配信となった。ライブ映像配信前後には、ファンクラブ会員限定での生配信企画「生配信だョ 嵐会」が配信された。
当初11月3日1回限りの配信と告知されていたが、11月4日にリピート配信決定が発表され、11月6日から8日に各日「PART1」「PART2」それぞれ2回ずつ計12回の再配信が行われた。
収録日は非公開であったが、10月24日、ライブ演出の花火の煙と風船が隣接する明治神宮野球場に流入、試合中であったプロ野球・東京ヤクルトスワローズ対中日ドラゴンズ戦が2度中断する事態となった。両球団・審判には予め花火についての告知はあったものの、ジャニーズ事務所は試合中断について謝罪文をその日のうちに発表。後日両球団へもメンバーからの謝罪文が送られた。なお収録は24日の他22日にも行われた。
2021年2月28日よりYouTubeにて、本コンサートのダイジェスト映像が公開された。

### 当初の予定
| ＃ | 年     | 公演日  | 公演時間 | 会場       | 備考                             |
| -- | ------ | ------- | -------- | ---------- | -------------------------------- |
| 1  | 2020年 | 5月15日 | 18:00    | 国立競技場 | 新型コロナウイルスの影響で延期。 |
| 2  | 2020年 | 5月16日 | 18:00    | 国立競技場 | 新型コロナウイルスの影響で延期。 |

### 配信
| PART | 年     | 配信日  | 配信時間 | 会場       | 備考                                                                                              |
| ---- | ------ | ------- | -------- | ---------- | ------------------------------------------------------------------------------------------------- |
| 1    | 2020年 | 11月3日 | 16:30    | 国立競技場 | Johnny's netオンラインにて配信された無観客コンサート（事前収録）。 ファンクラブ会員のみ視聴可能。 |
| 2    | 2020年 | 11月3日 | 19:30    | 国立競技場 | Johnny's netオンラインにて配信された無観客コンサート（事前収録）。                                |

### リピート配信
| PART | 年     | 配信日  | 配信時間 | 備考                           |
| ---- | ------ | ------- | -------- | ------------------------------ |
| 1    | 2020年 | 11月6日 | 13:00    | ファンクラブ会員のみ視聴可能。 |
| 2    | 2020年 | 11月6日 | 15:30    |                                |
| 1    | 2020年 | 11月6日 | 19:00    | ファンクラブ会員のみ視聴可能。 |
| 2    | 2020年 | 11月6日 | 21:30    |                                |
| 1    | 2020年 | 11月7日 | 11:00    | ファンクラブ会員のみ視聴可能。 |
| 2    | 2020年 | 11月7日 | 13:30    |                                |
| 1    | 2020年 | 11月7日 | 22:00    | ファンクラブ会員のみ視聴可能。 |
| 2    | 2020年 | 11月7日 | 24:30    |                                |
| 1    | 2020年 | 11月8日 | 8:30     | ファンクラブ会員のみ視聴可能。 |
| 2    | 2020年 | 11月8日 | 12:00    |                                |
| 1    | 2020年 | 11月8日 | 20:00    | ファンクラブ会員のみ視聴可能。 |
| 2    | 2020年 | 11月8日 | 22:30    |                                |

## ランキング
※は前回以降に発売された曲。

### シングル曲
1. Turning Up※
2. 感謝カンゲキ雨嵐（前々回9位）
3. A・RA・SHI（前回9位・前々回5位）
4. 君のうた※
5. PIKA★★NCHI DOUBLE（前回7位・前々回4位）
6. truth（前回・前々回3位）
7. Monster（前回6位・前々回7位）
8. 言葉より大切なもの
9. Love so sweet（前々回10位）
10. One Love

### カップリング曲
1. Still...（前回・前々回1位）
2. ファイトソング（前回・前々回2位）
3. season（前回3位・前々回5位）
4. 五里霧中（前回7位・前々回6位）
5. 僕が僕のすべて（前回5位・前々回4位）
6. ユメニカケル※
7. 時計じかけのアンブレラ（前回4位・前々回3位）
8. 花※
9. Count on me※
10. 明日に向かって

### アルバム曲
1. 5×20※
2. Love Situation（前回1位・前々回3位）
3. 5×10（前回3位・前々回2位）
4. エナジーソング〜絶好調超!!!!〜（前回4位・前々回1位）
5. Sugar※
6. 素晴らしき世界（前回6位・前々回4位）
7. P・A・R・A・D・O・X※
8. Lucky Man
9. カンパイ・ソング※
10. CARNIVAL NIGHT part2（前回10位・前々回5位）